# جون رونالد تولكين
جون رونالد رويل تولكين (بالإنجليزية: John Ronald Reuel Tolkien)‏ (3 يناير 1892 – 2 سبتمبر 1973) كان كاتبًا وشاعرًا وفقيهًا لغويًا وأكاديميًا إنجليزيًا، اشتهر باعتباره مؤلف الأعمال الكلاسيكية الفانتازية العالمية الهوبيت، وسيد الخواتم والسيلماريليون.
بين عامي 1925 و1945، شغل منصب بروفسور رولينسون وبوسوورث أنجلوسكسوني، وعضو في كلية بيمبروك في أكسفورد. بين عامي 1945 و1959، كان بروفيسورًا في الأدب واللغة الإنجليزية في ميرتون، وعضوًا في كلية ميرتون في أوكسفورد. أصبح في وقت من الأوقات صديقًا مقربًا من «سي. إس. لويس» - كان كلاهما عضوًا في مجموعة مناقشة الأدب غير الرسمية التي تُعرف باسم «اينكلينغز». وقد عُيّن تولكين قائدًا برتبة الإمبراطورية البريطانية من قبل الملكة إليزابيث الثانية في 28 مارس من عام 1972.
بعد وفاته، نشر ابنه كريستوفر سلسلةً من الأعمال المعتمدة على ملاحظات أبيه المستفيضة ومخطوطاته التي لم تُنشر من قبل، بما في ذلك سيلماريليون. شكلت هذه الأعمال، سويةً مع الهوبيت وسيد الخواتم، مجموعةً متصلةً من القصص، والقصائد، والتاريخ الخيالي، واللغة الجمالية والمقالات الأدبية التي يسكن داخلها عالم خيالي يدعى آردا والأرض الوسطى. بين عامي 1951 و1955، أطلق تولكين مصطلح لاجيندريام على الجزء الأكبر من كتاباته.
على الرغم أن الكثير من المؤلفين الاخرين قد نشروا أعمالًا فانتازيةً قبل تولكين، أدى النجاح الباهر الذي حققه الهوبيت وسيد الخواتم إلى عودة شعبية هذا النوع مباشرةً. وقد عُرف تولكين بعد هذا باسم «مؤسس» أدب الفانتازيا الحديث، أو بشكل أكثر دقة، الفانتازيا العالية. في عام 2008، صنفته ذا تايمز بالمرتبة السادسة من قائمة «أعظم 50 كاتب بريطاني منذ عام 1945». احتل المرتبة الخامسة في مجلة فوربس من «المشاهير المتوفين» الأكثر دخلًا في عام 2009.

## حياة تولكين

### أصول العائلة
ترجع أصول عائلة تولكين إلى مملكة سكسونيا الألمانية، إلا أن العائلة استقرت في إنجلترا منذ القرن الثامن عشر، و«سرعان ما تطبعت بالطابع الإنجليزي». ويقال إن لقب العائلة «تولكين» (بالإنجليزية: Tolkien)‏ مشتق من الكلمة الألمانية tollkühn التي تعني «المتهور». ويعتقد بعض الكتاب الألمان أن الاسم مأخوذ من اسم قرية تولكينن (بالألمانية Tolkynen) التي كانت تقع في مقاطعة بروسيا الشرقية التاريخية، والتي ضمت إلى الأراضي البولندية بعد الحرب العالمية الثانية وسميت «توكيني» Tołkiny باللغة البولندية.
أما جدا تولكين من ناحية الأم (جون وإديث جين سافيلد) فقد كانا من أبناء الكنيسة المعمدانية، وكانا يقطنان مدينة برمينغهام ويمتلكان متجراً في وسط المدينة. وقد أدارت عائلة سافيلد العديد من الأعمال التجارية في نفس المكان منذ أوائل القرن التاسع عشر.

### طفولته
ولد جون رونالد رويل تولكين في 3 يناير 1892 في مدينة بلومفونتين في أورانج فري ستيت (دولة أورانج الحرة) (مقاطعة فري ستيت الحالية في جنوب أفريقيا، وكان أبوه «آرثر رويل تولكين» (1857 – 1896) مديرًا لأحد البنوك البريطانية في بلومفونتاين. وكان لجون تولكين أخ واحد هو «هيلاري آرثر رويل» الذي ولد في 17 فبراير 1894.
وعندما بلغ تولكين الثالثة، اصطحبته أمه (مابل تولكين)، هو وأخاه الأصغر، إلى إنجلترا في زيارة عائلية. غير أن الأب توفي في جنوب أفريقيا متأثراً بالحمى الروماتزمية قبل أن يلحق بهم، تاركاً الأسرة بلا دخل، مما حدا بالأم إلى الانتقال بهما للعيش مع والديها في كينغز هيث ببرمينغهام، ثم في سيرهول، ثم في إحدى قرى مقاطعة وورسسترشاير، وقد تأثرت كتابات تولكين بمشاهداته وتجاربه في تلك البلاد.
وقد اضطلعت الأم بنفسها بتعليم ابنيها، وكان رونالد (وهو الاسم الذي كان يعرف به تولكين في محيط العائلة) تلميذاً مجتهداً، فعلمته أمه علم النبات ونمت فيه الإحساس بالجمال في النباتات. كما كان تولكين يحب دروس اللغات، وقد بدأت أمه في تعليمه مبادئ اللاتينية في سن مبكرة، وسرعان ما تمكن تولكين من القراءة في سن الرابعة، ثم ما لبث أن أجاد الكتابة أيضاً، فقرأ بعض الكتب تحت إشراف والدته، ولم تعجبه رواية جزيرة الكنز لروبرت لويس ستيفنسون ولا «زمار هاملن»، وكان رأيه في رواية أليس في بلاد العجائب أنها «ممتعة، ولكنها مربكة»، بينما كان يحب القصص التي كانت تتحدث عن الهنود الحمر والأعمال الخيالية التي كان يكتبها جورج ماكدونالد (1824 ـ 1905)، كما كان يحب قصص أندرو لانغ (1844 ـ 1912) الخيالية، والتي أثرت في بعض كتاباته فيما بعد.
التحق تولكين بمدرسة الملك إدوارد في برمينغهام، ثم بمدرسة القديس فيليب، قبل أن يفوز بمنحة عاد بموجبها إلى مدرسة القديس فيليب.
وبعد أن تحولت والدة تولكين إلى الكاثوليكية سنة 1900، رغم المعارضة العنيفة من جانب عائلتها المعمدانية، توقفت العائلة عن مساعدتها مالياً. وفي سنة 1904، وعندما كان تولكين في الثانية عشرة من عمره، توفيت الأم متأثرة بداء السكري في إحدى ضواحي برمينغهام وهي في حوالي الرابعة والثلاثين من عمرها، إذ لم يكن الإنسولين قد استخدم في علاج السكري بعد.
وكانت مابل تولكين قبيل وفاتها قد أوصت بأن يتولى الوصاية على ابنيها القاصرين الأب فرانسيس إكزافييه مورغان، أحد قساوسة كنيسة برمينغهام الكاثوليكية، وأوصته بتربيتهما ككاثوليكيين صالحين، فنشأ تولكين في منطقة إدجباستون (بالإنجليزية: Edgbaston)‏ في برمينغهام.

## شبابه
في صيف 1911، قضى تولكين عطلة في سويسرا ظلت ذكراها متيقظة في ذهنه حتى أنه كتب عنها بالتفصيل في إحدى خطاباته بعد ذلك بسبعة وخمسين عاماً كاملة (سنة 1968). وفي أكتوبر من نفس العام التحق تولكين بكلية إكستر (إحدى كليات جامعة أكسفورد) حيث درس في البداية الكلاسيكيات (الأدب واللغة والثقافة الإغريقية والرومانية) ثم تحول فيما بعد إلى دراسة اللغة الإنجليزية، حيث تخرج سنة 1915.
في السادسة عشرة من عمره التقى تولكين إديث ماري برات، التي كانت تكبره بثلاثة أعوام وكانت يتيمة مثله، وذلك عندما انتقل مع شقيقه هيلاري للعيش في بنسيون كانت تعيش فيه هي الأخرى، فنشأت بينهما علاقة حب في سنة 1909، لكن الأب فرانسيس مورغان (الوصي القانوني على تولكين) رأى أن علاقة الفتى بإديث تلهيه عن دراسته، وأزعجته فكرة أن يرتبط الشاب تولكين بفتاة بروتستانتية، فمنعه من لقائها والحديث إليها، وحتى من مراسلتها، إلى أن يبلغ الحادية والعشرين من عمره. وقد أطاعه تولكين حرفياً باستثناء مرة وحيدة تسببت في أن يهدده الأب مورغان بمنعه من الدراسة بالجامعة إن لم يتوقف.
وفي ليلة عيد ميلاده الحادي والعشرين، كتب تولكين إلى إديث معترفاً لها بحبه وطلب منها أن توافق على الزواج منه، إلا أن إديث ردت عليه بأنها وعدت شخصاً غيره بالزواج لأنها ظنت أنه قد نسيها، وفي النهاية التقى العاشقان تحت أحد جسور السكة الحديدية وجددا حبهما، وأعادت إديث خاتم خطبتها وأعلنت أنها ستتزوج من تولكين، وبعد خطبتهما تحولت إديث إلى الكاثوليكية استجابة لإصرار تولكين، ثم احتفلا بخطبتهما رسمياً في برمينغهام في يناير 1913 وتزوجا في «كنيسة القديسة مريم الطاهرة» الكاثوليكية (بالإنجليزية: Saint Mary Immaculate Catholic Church)‏ في وارويك بإنجلترا في 22 مارس 1916.

## الحرب العالمية الأولى
في سنة 1916 اشتركت المملكة المتحدة في الحرب العالمية الأولى، فتطوع تولكين للخدمة العسكرية وأعطي رتبة ملازم ثان في لانكشاير فوسيلييرز (بالإنجليزية: Lancashire Fusiliers)‏ وتدرب لمدة 11 شهراً مع الكتيبة الثالثة عشرة (احتياط) في كانوك تشيز (بالإنجليزية: Cannock Chase)‏ بمقاطعة ستانفوردشاير، وقد جاء في إحدى خطاباته إلى زوجته في تلك الفترة «إن المهذبين قلة قليلة بين القادة، بل حتى الكائنات البشرية شديدة الندرة بحق». نقل تولكين فيما بعد إلى الكتيبة الحادية عشرة (عاملة) ووصل إلى الأراضي الفرنسية في 4 يونيو 1916. وفي وقت لاحق كتب تولكين: «إن صغار الضباط يُقتلون بالجملة، واحداً بعد الآخر، ولقد كنت ـ وأنا بعيد عن زوجتي ـ في حالة أشبه بالموت».

خدم تولكين كضابط إشارة في إقليم السوم الفرنسي، وشارك في معركة تيبفال (بالإنجليزية: Battle of Thiepval Ridge)‏ وفي الهجوم الذي تلاها على حصن شفابن.
وفي 27 أكتوبر 1916 أصيب تولكين بحمى الخنادق، مما حدا بالقيادة إلى اعتباره غير صالح للقتال فأعفي من الخدمة ليعود إلى إنجلترا في 8 نوفمبر 1916.

## الخدمة على الجبهة الداخلية
عاد تولكين ـ ضعيفاً ومنهكاً ـ إلى إنجلترا ليقضي ما تبقى من فترة الحرب متنقلاً بين المستشفيات والأعمال الإدارية في الجيش، إذ حكم عليه بعدم الصلاحية للخدمة العسكرية العامة.
وأثناء فترة نقاهته في كوخ في غريت هايوود بمقاطعة ستافوردشاير، شرع تولكين في تأليف «كتاب الحكايات الضائعة» (بالإنجليزية: The Book of Lost Tales)‏، الذي بدأه بقصة «سقوط غوندولين» (بالإنجليزية: The Fall of Gondolin)‏. وبين عامي 1917 و1918 عانى تولكين من عدة انتكاسات للمرض، غير أنه أثناء الفترت التي كانت تتحسن فيها صحته كان يعود للخدمة في عدة معسكرات داخل الأراضي البريطانية، ورقي أثناء ذلك إلى رتبة ملازم، وأثناء ذلك حملت إديث بطفلهما الأول «جون فرانسيس رويل تولكين».

## أعماله الفنية
كان تولكين فنانًا بارعًا، فقد تعلم الرسم منذ نعومة أظفاره، واستمر بممارسته طوال حياته. منذ بداية مهنته في الكتابة، ترافق تطور قصصه مع رسومات ولوحات، خاصةً لمناظر طبيعية، وخرائط للأراضي التي حدثت فيها حكاياته. أنتج أيضًا صورًا تحاكي القصص التي رواها لأبنائه، بما في ذلك تلك التي نُشرت في وقت لاحق في مستر بليس وروفيراندوم، وأرسلها إليهم كرسائل مصورة قادمة من الأب كريسماس. على الرغم انه قد اعتبر نفسه مجرد هاوٍ، إلا أن الناشر استخدم فن وخرائط ورسومات الكاتب التوضيحية كلها على غلاف الطبعات الأولى من الهوبيت. جُمعت الكثير من أعماله الفنية ونُشرت في عام 1995 في كتاب يدعى: ج. ر. ر. تولكين: فنان ورسام. ناقش هذا الكتاب لوحات، ورسومات وتخطيطات تولكين، وأعاد إنتاج ما يقارب 200 مثال من أعماله.

## عمله الأكاديمي والأدبي

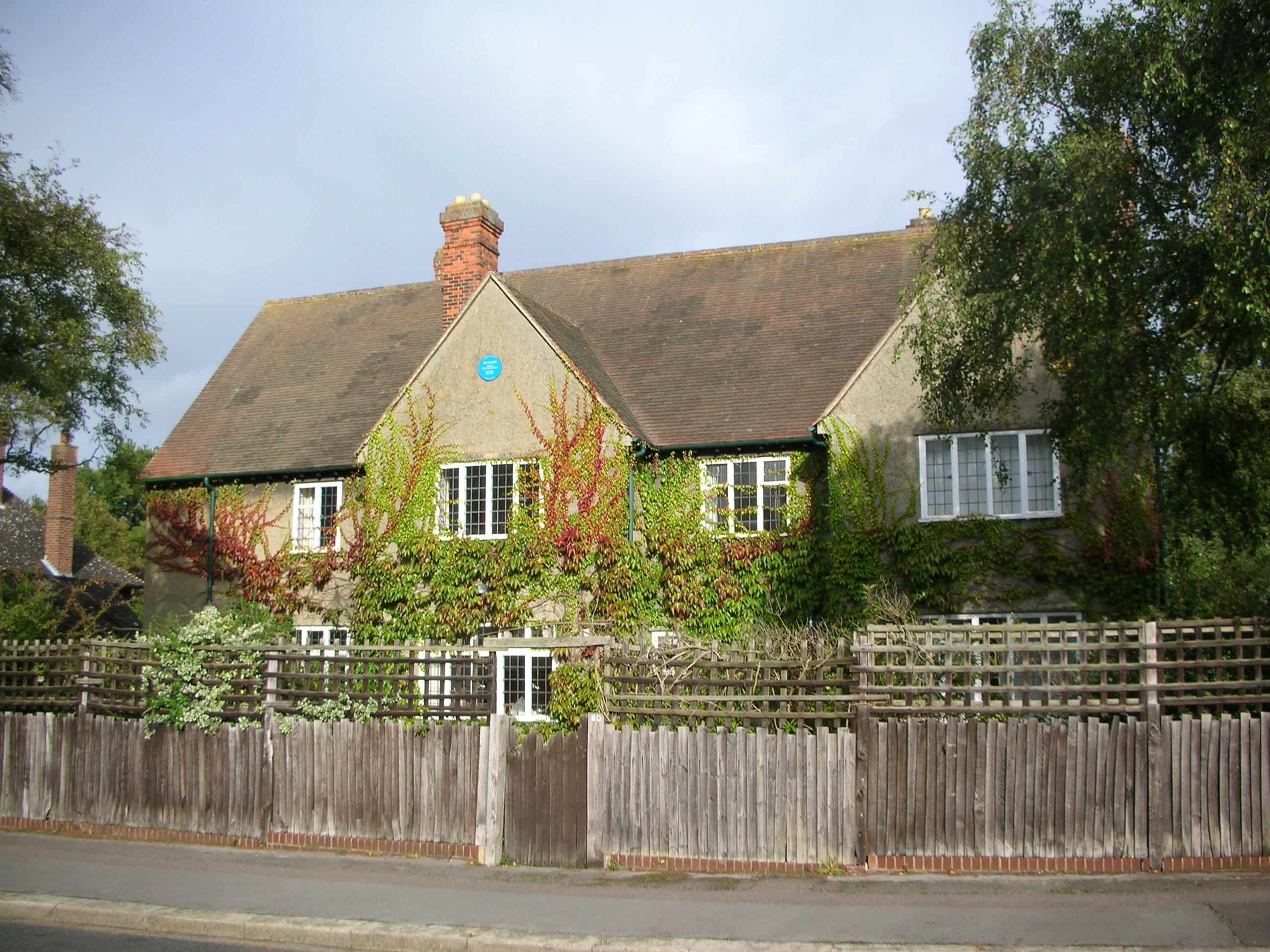
منزل تولكين في 20 طريق نورثمور بشمال أكسفورد

عقب انتهاء الحرب العالمية الأولى، كانت أول وظيفة مدنية يلتحق بها تولكين هي العمل في قاموس أوكسفورد الإنجليزي، حيث كان عمله الأساسي هو البحث في تاريخ وأصول المفردات ذات الأصل الجرماني بدءاً من الحرف W. وفي سنة 1920 التحق بالعمل في تدريس اللغة الإنجليزية بجامعة ليدز، وفي سنة 1924 رقي إلى درجة أستاذ بالجامعة. وأثناء عمله بجامعة ليدز قام بوضع كاب «مفردات الإنجليزية الوسيطة» (بالإنجليزية: A Middle English Vocabulary)‏، كما اشترك مع إريك فالنتاين غوردون (1896 ـ 1938) في ترجمة وتحقيق الرومانس الفروسي الإنجليزي سير غواين والفارس الأخضر عن اللغة الإنجليزية الوسيطة، وهما الكتابان اللذان ظلا ـ لعقود تالية ـ يحتفظان بمكانة أكاديمية راسخة. كما ترجم تولكين كلاً من «سير غوين» وقصيدة «بيرل» والقصيدة السردية «سير أورفيو»، وهي من الأعمال الأدبية المكتوبة أيضاً بالإنجليزية الوسيطة. وفي عام 1925 عاد تولكين إلى جامعة أكسفورد أستاذاً لكرسي اللغة الأنجلوساكسونية، مع زمالة بكلية بيمبروك، إحدى كليات جامعة أكسفورد.

### الهوبيت وسيد الخواتم
وأثناء عمله بكلية بيمبروك كتب تولكين كلاً من رواية الهوبيت والجزءين الأول والثاني من سيد الخواتم. كما نشر سنة 1932 مقالة في فقه اللغة دارت حول اسم «نودنس» (بالإنجليزية: Nodens)‏، وهو اسم أحد الآلهة في الميثولوجيا الكلتية، وذلك في أعقاب اكتشاف الأثري الإنجليزي السير مورتيمر ويلر لمعبد روماني في ليدني بارك في مقاطعة غلوسسترشاير سنة 1928.

### بيوولف
من مؤلفات تولكين الأكاديمية محاضرة ألقاها سنة 1936 بعنوان «بيوولف: الوحوش والنقاد» (بالإنجليزية: Beowulf: The Monsters and the Critics)‏، والتي صار لها فيما بعد تأثير كبير على الأبحاث التالية عن ملحمة بيولف. وقد وصف لويس نيكولسون تلك المحاضرة بأنها «نقطة تحول في الدراسات النقدية لملحمة بيولف».

## الحرب العالمية الثانية
مع نشوب الحرب العالمية جند تولكين للعمل في حل الشفرات؛ ففي يناير 1939 عرض عليه العمل في قسم الشفرات والتعمية بوزارة الخارجية فوافق، ليبدأ ـ في 27 مارس من نفس العام ـ التدرب في مقر قيادة مدرسة الشفرة التابعة للحكومة البريطانية في لندن. إلا أنه ـ ورغم اجتهاده في التحصيل في هذا المجال ـ أبلغ في أكتوبر بعدم الحاجة إلى خدماته في الوقت الحالي، وبالتالي لم يعمل مطلقاً بفك الشفرات رغم تدربه على ذلك. وفي سنة 2009 زعمت جريدة الدايلي تلغراف البريطانية أن تولكين رفض ـ لأسباب غير معلومة ـ عرضاً قيمته 500 جنيه إسترليني للعمل متفرغاً بهذه الوظيفة.
وفي سنة 1945 انتقل تولكين إلى كلية ميرتون بأكسفورد بوظيفة أستاذ للغة والأدب الإنجليزيين، وهي الوظيفة التي ظل قائماً بها حتى تقاعد سنة 1959، كما عمل بوظيفة ممتحن خارجي بكلية دبلن الجامعية لسنوات عديدة، وفي سنة 1954 حصل تولكين على درجة علمية شرفية من الجامعة الوطنية الأيرلندية (التي تتبعها كلية دبلن الجامعية). وقد انتهى تولكين من كتابة «سيد الخواتم» سنة 1948، أي بعد حوالي عقد من الزمان من شروعه في كتابتها. كما ساهم تولكين في ترجمة توراة أورشليم، التي نشرت سنة 1966.

## أسرته
أنجب تولكين أربعة من الأبناء هم: جون فرانسيس رويل تولكين (17 نوفمبر 1917 ـ 22 يناير 2003)، ومايكل هيلاري رويل تولكين (22 أكتوبر 1920 ـ 27 فبراير 1984)، وكريستوفر جون رويل تولكين (ولد في 21 نوفمبر 1924) وبريسيللا ماري آن رويل تولكين (ولدت في 18 يونيو 1929). وقد قام الابن كريستوفر برسم الخرائط التوضيحية المصاحبة لرواية والده «سيد الخواتم»، كما قام بتحرير العديد من كتابات والده بعد وفاته.

## تقاعده وشيخوخته
حظي تولكين خلال السنوات التي تلت تقاعده (من 1959 وحتى وفاته سنة 1973) بشهرة واسعة ورواج أدبي كبير، وقد راجت مؤلفاته وأدرت عليه أرباحاً كبيرة جعلته يبدي الندم على عدم التقاعد مبكراً. وقد كون معجبوا تولكين رابطة لهم كان تولكين في البداية يرد على خطاباتهم بحماس، إلا أنه بدأ فيما بعد يضيق بهؤلاء المعجبين، وخاصة أولئك الذين كانوا ينتمون إلى حركة الهيبيز في الولايات المتحدة الأمريكية.
ومع تزايد اهتمام المعجبين واتصالاتهم بتولكين، لجأ إلى حذف رقم هاتفه من دليل الهواتف العام، ثم انتقل مع زوجته إلى بورنماوث، التي كانت آنذاك منتجعاً ساحلياً يسكنه أثرياء بريطانيا.
منحت الملكة إليزابيث الثانية تولكين وسام الإمبراطورية البريطانية من رتبة قائد، ضمن قائمة الشرف للعام الجديد في 1 يناير 1977، حيث قُلد الوسام في قصر بكنغهام في 28 مارس 1972.

## وفاته

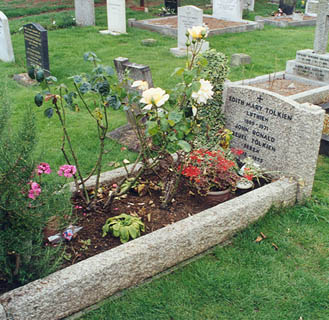
قبر تولكين وزوجته إديث في مقبرة وولفركوت بأكسفورد

توفيت إديث ـ زوجة تولكين ـ في 29 نوفمبر 1971، وهي في الثانية والثمانين من عمرها، فدفنها تولكين في مقبرة وولفركوت بمدينة أكسفورد، ونقش على قبرها اسم «لوثيان» (بالإنجليزية: Lúthien)‏، وهو اسم معشوقة خيالية، بطلة إحدى قصص الغرام التي خلدها تولكين في أعماله. وعندما لحق تولكين بزوجته بعد 21 شهراً (في 2 سبتمبر 1973) دفن معها في نفس القبر، ونقش أسفل اسمه اسم «بيرين» (بالإنجليزية: Beren)‏ وهو أمير وعاشق خيالي، خلد تولكين قصة حبه للوثيان.

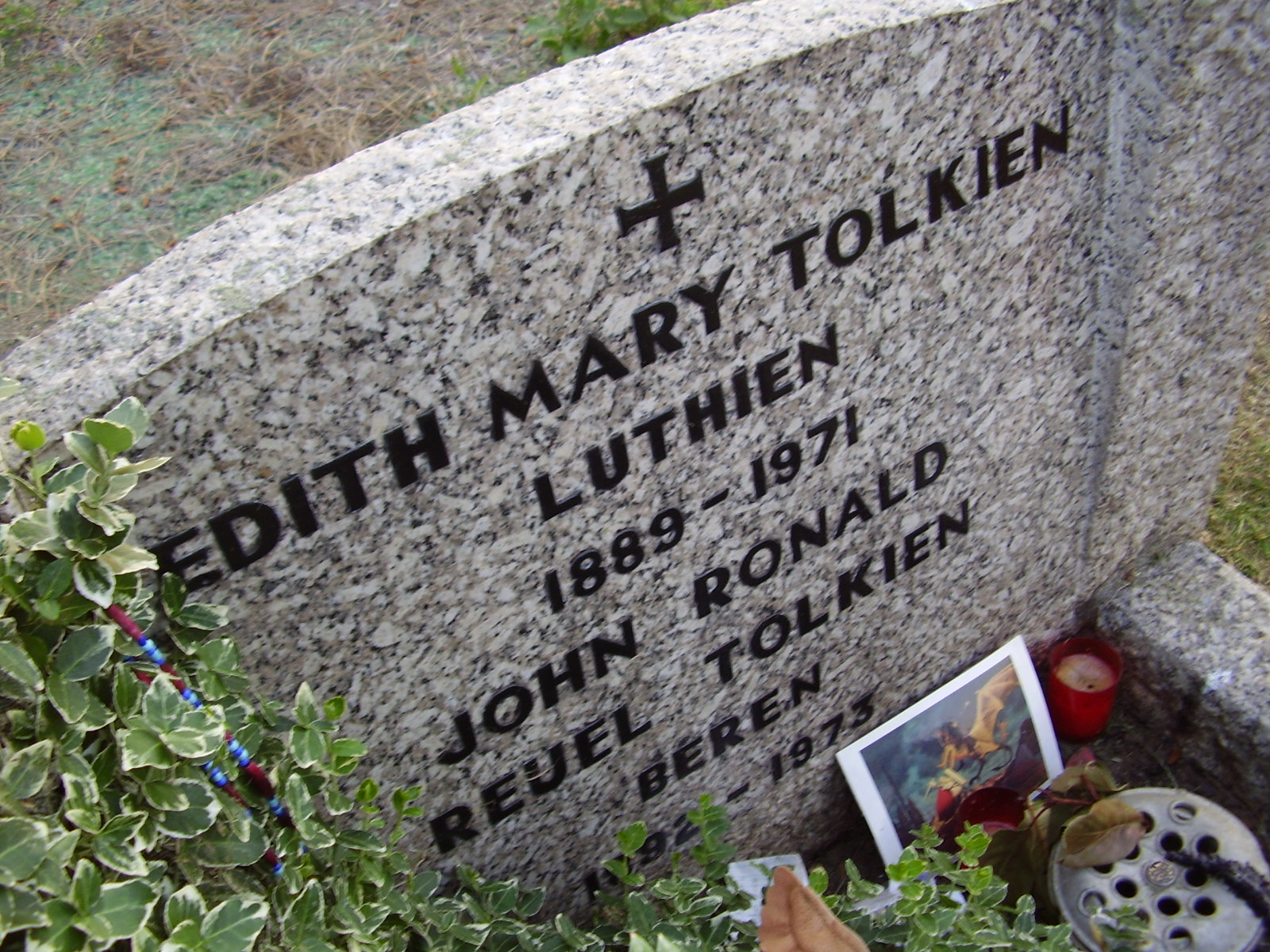
صورة مقربة لشاهد قبر تولكين وزوجته

## أفلام عن مؤلفات تولكين
أثارت أفلام سيد الخواتم والهوبيت شغف الجماهير للمؤلفات التولكينية على نطاق عالمي، وقد قام بإخراجها المخرج النيوزيلندي بيتر جاكسون. وقد أُنتج في عام 2019 فلمًا يتحدث عن حياته حمل اسمه.

## من أعماله
- مغامرات توم بومباديل

## وصلات خارجية
- جون رونالد تولكين على موقع IMDb (الإنجليزية)
- جون رونالد تولكين على موقع الموسوعة البريطانية (الإنجليزية)
- جون رونالد تولكين على موقع مونزينجر (الألمانية)
- جون رونالد تولكين على موقع ألو سيني (الفرنسية)
- جون رونالد تولكين على موقع ميوزك برينز (الإنجليزية)
- جون رونالد تولكين على موقع إن إن دي بي (الإنجليزية)
- جون رونالد تولكين على موقع أول ميوزيك (الإنجليزية)
- جون رونالد تولكين على موقع ديسكوغز (الإنجليزية)
- جون رونالد تولكين على موقع قاعدة بيانات الفيلم (الإنجليزية)
- جون رونالد تولكين  على قاعدة بيانات الخيال التأملي على الإنترنت